# Појава белих крвних зрнаца у мокраћи
Појава белих крвних зрнаца у мокраћи, леукоцитурија (лат. leukocyturia) или пиурија (лат. pyuria) патолошка је појава белих крвних зрнаца или леукоцита у мокраћи (урину), односно у седименту мокраће. 

## Основне информације
Сматра се као нормално стање, да у седименту мокраће здраве особе може бити од 1 до 4 леукоцита у видном пољу микроскопа (ако се посматрање врши на повећању од 100 пута), што приближно одговара бројчаној вредности концентрације до 4 леукоцита по микролитру мокраће. 
Ако се у мокраћи појави више од 4 леукоцита у видном пољу седимента мокраће сматра се да је наступила патолошка појава белих крвних зрнаца у мокраћи, односно да се ради о патолошком налазу, у коме се у једној минути излучи мокраћом више од 1.000 леукоцита.

## Етиопатогенеза
Леукоцити у мокраћу могу доспети из било којег дела урогениталног тракта након:
- Камена у бубрегу
- Туморских процеса
- Фебрилних стања.
- Акутне и хроничне упале мокраћног система.[2]
- Тежег физичког напора
- Повреда мокраћног система
- Асимптоматска леукоцитурија у трећине пацијената код којих се спроводи хемодијализа.
- Јатрогено изазвана леукоцитурија након уролошких прегледа или плсирања катетера.[3]

Обилна леукоцитурија се зове пиурија и јавља се код упале бубрежних чашица, хидронефрозе, туберкулозе бубрега, уросепсе и инфициране калкулозе.

## Дијагноза
Најбројнији леукоцити у мокраћи су неутрофили, а могу се и наћи и еозинофилни гранулоцити. Када се седимент мокраће посматра на микроскопу, леукоците видимо као округле ћелије са великим централно положеном једром и сјајним зрнцима у цитоплазми.
Леукоцитурија се може доказати на два начина:
Микроскопски преглед мокраће
Ово је први начин доказивања леукоцитурије који се заснива на микроскопском прегледу седимента мокраће.
Хемијска анализа мокраће
Други начин је хемијска анализа. Хемијском анализом седимента мокраће не можемо тачно утврдити врсту леукоцита, зато се користи микроскопске методе прегледа седимента.
Када се хемијски анализира седимент мокраће, користи се семиквантитативно доказивање помоћу тест траке. Тест трака је импрегнирана индолестером и дијазонијевом соли које реагују са леукоцитима и дају обојење траке.
Најтачније реултате код леукоцитурије добијемо ако комбинујемо ове две методе аналзирања.

## Терапија
Лечење појава белих крвних зрнаца у мокраћи као и протеинурије и хематурије заснива се на лечењу њиховог примарних узрока.